# Гусёвка (Волгоградская область)
Гусёвка — село в Ольховском районе Волгоградской области. Административный центр Гусёвского сельского поселения.

## География
На востоке от села протекает река Иловля. На северо-востоке находится хутор Забурунный и железнодорожный разъезд Забурунный. На повороте трассы «Ольховка — Камышин» в нескольких километрах от села находится ж.д. платформа «Гусёвка».

## История
Существует 2 версии образования села.
В первой версии рассказывается, что в середине XVIII века на месте, где река Иловля подходила к берегам Волги, были расположены станицы Волжского Казачьего войска. Казаки в то время вызывали беспокойство у Екатерины II за свой независимый вольный характер. И потому, чтобы пустая земля между Волжским и Донским казачеством была заселена, в 1774 году своим именным указом она отдала эти земли полковнику Ровинскому, с условием, что он перевезет сюда своих крепостных крестьян с Украины, предположительно из Полтавской губернии. Годом позже пан Ровинский, в сопровождении своего управляющего по прозвищу Гусь, приехал на эти земли для того, чтобы выбрать место для поселения. Управляющий определил, что самым лучшим будет то место, где речка Березовка впадает в Иловлю. Холмы надежно закрывают село от холодных ветров, с окрестной степи можно было бы собирать богатые урожаи. И, следовательно, село берет своё название от имени первого поселенца Гуся — Гусёвка.
Вторая версия менее историческая и повествует о том, что село было основано людьми, ушедшими по каким-то причинам с близлежащего города Камышина. а название своё село получило благодаря тому, что это место, богатое водой и травой, славилось обилием гусей. Можно сказать, что и сейчас многие жители выращивают этих птиц.
По сведениям Ольховского волостного управления, село значилось, как слобода Ольховской волости Царицинского уезда Саратовской губернии, и было заселено в 1770 году. По списку населенных мест Центрального статистического комитета издания 1862 года численность составляла 146 дворов и население, численностью 1067 человек.
Фельдшерский пункт был открыт в 1892 году, школа — в 1859 году. В слободе находились три усадьбы помещиков Грековых, усадьбы Ровинских, крестьянки Самойловой, Тетериной и Ахтырской женских общин.
В 1894 году за селом числилось уже 314 дворов и 1521 человек население, в их числе — общественные строения, магазин, пожарный сарай и два церковно-служительных двора. Через слободу Гусевка проходила торговая дорога из села Ольховка в город Камышин.

## Население
Динамика численности населения по годам:
| 1897 | 1911 | 2002 |
| ---- | ---- | ---- |
| 1479 | 1306 | 1178 |

| 2010 |
| ---- |
| 1262 |

## Инфраструктура
В селе имеется Гусёвская СОШ, парк героям Великой Отечественной войны и Женский Монастырь Ахтырской Божией Матери. Кроме того в селе действует оперативная касса № 3953/036 «Сбербанка России».

## Известные персоны
- Павел Аполлонович Ровинский (1831—1916 г.) — крупнейший ученый России, энтограф, археолог, публицист, педагог. Активный участник народнической организации «Земля и Воля»[6].
- Владимир Николаевич Плотников (род. 30.11.1961 г.) — член Совета Федерации от законодательного органа (полномочия признаны 25 марта 2009 г. (№ 51-СФ), истекают в марте 2014 г.), Президент Ассоциации крестьянских (фермерских) хозяйств и сельскохозяйственных кооперативов России (АККОР), член Бюро Высшего Совета Партии «Единая Россия».

## Интересные факты

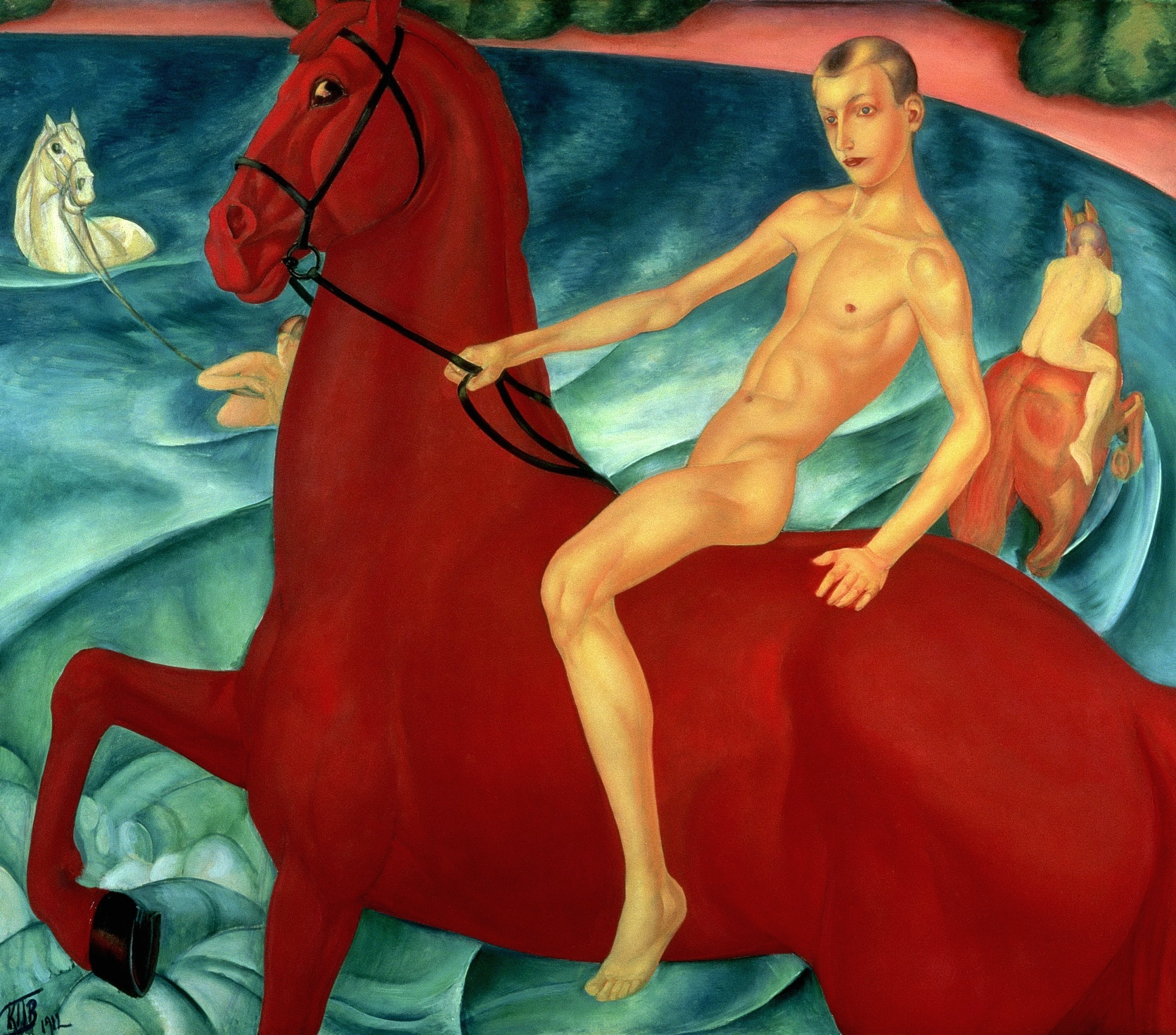
Купание красного коня

По одной из версий в селе Кузьма Сергеевич Петров-Водкин написал свою картину Купание красного коня.